# Сивино
Си́вино (болг. Сивино) — село в Смолянській області Болгарії. Входить до складу общини Смолян.

## Населення
За даними перепису населення 2011 року у селі проживала 161 особа.
Національний склад населення села:
| Національність   | Кількість осіб | Відсоток |
| ---------------- | -------------- | -------- |
| болгари          | 25             | 80,6%    |
| не визначились   | 5              | 16,1%    |
| Всього відповіли | 31             |          |

Розподіл населення за віком у 2011 році:
Динаміка населення: